# Pablo Bobadilla
Pablo Bobadilla Sáenz (Nájera, La Rioja, 16 de noviembre de 1996) es un futbolista español que juega de defensa en la U. D. Logroñés de la Segunda Federación.

## Trayectoria
Bobadilla comenzó su carrera deportiva en el equipo filial de la Unión Deportiva Logroñés en Tercera División.
El 14 de mayo de 2017 debutó con el primer equipo, en un partido de la Segunda División B que terminó con victoria por 5-1 frente al Gernika Club. 
En febrero de 2018 se marchó cedido al C. D. Izarra, regresando al Logroñés a final de temporada.
En la temporada 2019-20 logró el ascenso a Segunda División, debutando en una categoría profesional el 12 de septiembre de 2020 frente al Sporting de Gijón.
En junio de 2021 abandonó el Logroñés para jugar en el Racing de Santander. En su primer año en el club lograron el ascenso a la Segunda División tras quedar primeros en su grupo de Primera División RFEF. Siguió un año más y en julio de 2023 se unió a la U. D. Ibiza donde iba a volver a ser dirigido por Guillermo Fernández Romo.
El 28 de julio de 2024 volvió a la U. D. Logroñés.

## Clubes
| Club                  | País   | Año       |
| --------------------- | ------ | --------- |
| U. D. Logroñés "B"    | España | 2015-2018 |
| U. D. Logroñés        | España | 2018-2021 |
| C. D. Izarra (cedido) | España | 2018      |
| Racing de Santander   | España | 2021-2023 |
| U. D. Ibiza           | España | 2023-2024 |
| U. D. Logroñés        | España | 2024-     |